# إيمي تومسون
إيمي تومسون (بالإنجليزية: Amy Thomson)‏‏ (28 أكتوبر 1958 في ميامي - ) مؤلفة، وروائية، وكاتِبة، وكاتبة خيال علمي من الولايات المتحدة.

## الجوائز
- جائزة جون كامبل جورج لأفضل كاتب جديد  [لغات أخرى]‏